# Drávatamási
Drávatamási é um município da Hungria, situado no condado de Somogy. Tem 8,45 km² de área e sua população em 2019 foi estimada em 410 habitantes.